# Samsung Galaxy S20
Das Samsung Galaxy S20 ist die März 2020 vorgestellte 11. Reihe von Samsungs Galaxy-S-Smartphones und umfasst vier Varianten: das S20, das S20+, das S20 Ultra und die S20 FE. Es ist die erste Galaxy-S-Smartphone-Reihe, in der eine Ultra-Variante angeboten wird.

## Technik

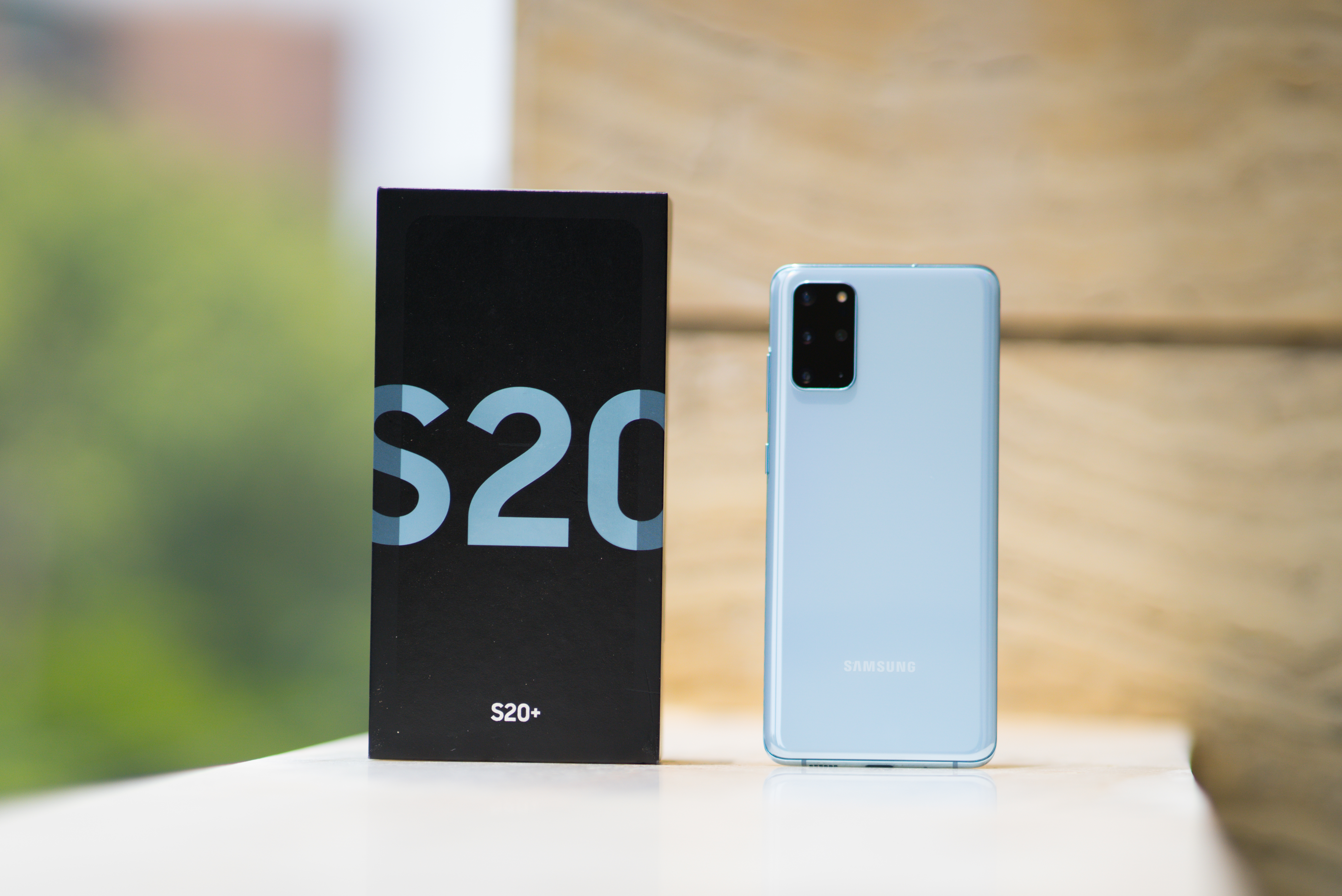
Galaxy S20+ mit Verkaufsverpackung

Das Samsung Galaxy S20 wird standardmäßig mit Android 10 ausgeliefert. Es bekommt Updates auf Android 11, 12 und 13. Die Sicherheitsupdates erfolgen nach Garantie von Samsung vier Jahre lang, also bis 2024.
Schlüsselelemente sind unter anderem eine verbesserte Kamerausstattung mit einem bis zu 108 Megapixel großen Sensor und einer Videoaufnahmeeinstellung in 8K-FUHD-Qualität und die Schnellladeleistung von bis zu 45 Watt. Mit der sogenannten Samsung PowerShare-Funktion kann sich das Gerät selbst in ein anderes Qi-fähiges Gerät entladen.
Die Modelle Samsung Galaxy S20, S20 Plus und S20 Ultra wurden am 11. Februar 2020 der Öffentlichkeit vorgestellt, das S20 FE am 23. September 2020. Zusätzlich installierte Samsung erstmals ein Secure Element, um sicheres mobiles Bezahlen zu ermöglichen.
Je nach Modellvariante umfassen die Kapazitäten der nichtwechselbaren Lithium-Ionen-Akkus der Geräte 4000 mAh (S20), 4500 mAh (S20 Plus, S20 FE) oder 5000 mAh (S20 Ultra).

## Trivia
- Die „Galaxy Unpacked“-Vorstellung, bei der unter anderem die Samsung-Galaxy-S20-Handys präsentiert wurden, zeichnete Samsung mit S20-Kameras auf und streamte sie.[14]
- Auch in der 11. Reihe der Galaxy-S-Smartphone-Reihe verbaut Samsung für den europäischen und brasilianischen Markt ausschließlich den hauseigenen Exynos-990-Prozessor. In den USA, China, Japan und Südkorea setzt der Hersteller dagegen den von Qualcomm entwickelten Chip Snapdragon 865 ein.[15]
- Seit dem S20 lässt sich, mit Ausnahme von Sonder-Varianten wie der „Fan Edition“ (FE), von der Bezeichnung auf das Erscheinungsjahr schließen: Das S20 kam 2020 auf den Markt, das S21 2021 und das S23 2023, was möglicherweise der Grund für die Änderung der Nummerierung seitens Samsung war. Bei früheren Geräten konnte man nicht auf das Erscheinungsjahr schließen, das S6 Edge kam z. B. 2015 und das S10 2019 auf den Markt.